# Вишневе (Черняхівська селищна громада)
Вишне́ве (до 1963 — Торчин) — село в Україні, у Черняхівській селищній територіальній громаді Житомирського району Житомирської області. Чисельність населення становить 83 особи (2001).

## Населення
Відповідно до результатів перепису населення СРСР, кількість населення, станом на 12 січня 1989 року, становила 121 особу. Станом на 5 грудня 2001 року, відповідно до перепису населення України, кількість мешканців села становила 83 особи.

## Історія
На 1 жовтня 1941 року значилося як хутір Торчин Селянщинської сільської управи Черняхівського району Житомирської області. За довідником адмінустрою 1946 року — село Селянщинської сільської ради Черняхівського району. Станом на 22 листопада 1954 року — село тієї ж сільської ради. 8 квітня 1963 року, відповідно до рішення Житомирського облвиконкому № 158 «Про перейменування деяких сільських рад і населених пунктів в районах області», с. Торчин перейменоване на Вишневе.
12 червня 2020 року, відповідно до розпорядження Кабінету Міністрів України № 711-р «Про визначення адміністративних центрів та затвердження територій територіальних громад Житомирської області», територію та населені пункти Селянщинської сільської ради включено до складу Черняхівської селищної територіальної громади Житомирського району Житомирської області.